# BRD Bucharest Open
A BRD Bucharest Open évente megrendezett női tenisztorna Bukarestben. A verseny International kategóriájú, összdíjazása 250 000 dollár. Az egyéni főtáblán harminckét játékos szerepel. A mérkőzéseket vörös salakon játsszák.

## Története
2014-től International kategóriájúként került fel a WTA versenynaptárába a Budapest Grand Prix helyére a wimbledoni torna utáni hétre. A torna első győztese a román Simona Halep volt.

## Döntők

### Egyéni
| Év   | Győztes                   | Ellenfél a döntőben  | Eredmény a döntőben |
| ---- | ------------------------- | -------------------- | ------------------- |
| 2019 | Jelena Ribakina           | Patricia Maria Țig   | 6–2, 6–0            |
| 2018 | Anastasija Sevastova      | Petra Martić         | 7–6(4), 6–2         |
| 2017 | Irina-Camelia Begu        | Julia Görges         | 6–3, 7–5            |
| 2016 | Simona Halep              | Anastasija Sevastova | 6–0, 6–0            |
| 2015 | Anna Karolína Schmiedlová | Sara Errani          | 7–6(3), 6–3         |
| 2014 | Simona Halep              | Roberta Vinci        | 6–1, 6–3            |

### Páros
| Év   | Győztesek                             | Ellenfelek a döntőben                  | Eredmény a döntőben |
| ---- | ------------------------------------- | -------------------------------------- | ------------------- |
| 2019 | Viktória Kužmová Kristýna Plíšková    | Jaqueline Cristian Elena-Gabriela Ruse | 6–4, 7–6(3)         |
| 2018 | Irina-Camelia Begu Andreea Mitu       | Danka Kovinić Maryna Zanevska          | 6–3, 6–4            |
| 2017 | Irina-Camelia Begu Raluca Olaru       | Elise Mertens Demi Schuurs             | 6–3, 6–3            |
| 2016 | Jessica Moore Varatchaya Wongteanchai | Alexandra Cadanțu Katarzyna Piter      | 6–3, 7–6(5)         |
| 2015 | Okszana Kalasnikova Demi Schuurs      | Andreea Mitu Patricia Maria Țig        | 6–2, 6–2            |
| 2014 | Elena Bogdan Alexandra Cadanțu        | Çağla Büyükakçay Karin Knapp           | 6–4, 3–6, [10–5]    |